# John Skeaping
John Rattenbury Skeaping (* 9. Juni 1901 in South Woodford, Essex; † 5. März 1980 in London) war ein britischer Bildhauer, Maler und Zeichner. Bekannt wurde er vor allem durch seine Tierdarstellungen, insbesondere von Pferden.

## Leben
John Rattenbury Skeaping war der älteste Sohn des Malers Kenneth Mathieson Skeaping. Er studierte an der Goldsmiths’ College School of Art, an der Central School of Arts and Crafts (1917–1919) und an den Royal Academy Schools (1919–1920). Im Jahr 1924 gewann er den British Prix de Rome und erhielt ein Stipendium für die British School at Rome. Während seines Italienaufenthalts lernte John Skeaping die Bildhauerin Barbara Hepworth kennen. Die beiden heirateten am 13. Mai 1925 in Florenz. Sie hatten einen Sohn, Paul Skeaping (1929–1953). Die Ehe wurde 1933 geschieden.
John Skeaping war Mitglied der London Group (1928–1934) und der Seven and Five Society (ab 1932). Während des Zweiten Weltkriegs diente er im Intelligence Corps und wurde zum offiziellen Kriegskünstler ernannt. Nach dem Krieg lebte er vorübergehend in Mexiko und ab 1959 in der Camargue, Frankreich. Von 1948 bis 1959 unterrichtete er Bildhauerei am Royal College of Art in London, ab 1953 als Professor. John Skeaping wurde 1950 zum Associate der Royal Academy (ARA) und 1960 zum Royal Academician (RA) gewählt.

## Werk
John Skeaping arbeitete mit verschiedenen Materialien wie Holz, Stein, Terrakotta und Bronze. Seine Werke zeichnen sich durch eine klare, figurative Formensprache aus. Besonders bekannt sind seine Tierdarstellungen, darunter lebensgroße Bronzeskulpturen von Rennpferden wie Hyperion (1962) und Chamossaire (1966). Für Wedgwood entwarf er Tierfiguren, darunter Affen, Bisons und Eisbären. Seine Arbeiten sind in zahlreichen Sammlungen vertreten, darunter im British Museum, Victoria and Albert Museum, Royal Academy, Fitzwilliam Museum (Cambridge), Windsor Castle Royal Collection sowie in regionalen Museen in Manchester, Liverpool, Bradford und Leeds. 1977 veröffentlichte er seine Autobiografie „Drawn from Life“. 1970 wurde ein BBC-Dokumentarfilm über ihn mit dem Titel „One Pair of Eyes – John Skeaping“ ausgestrahlt.